# Sromowce Wyżne
Sromowce Wyżne (prononciation : [srɔˈmɔft͡sɛ ˈvɨʐnɛ]) est une localité polonaise de la gmina de Czorsztyn, située dans le powiat de Nowy Targ en voïvodie de Petite-Pologne.